# Hortensia Fussy
Pour les articles homonymes, voir Hortensia (homonymie).
Hortensia Fussy (née le 25 mars 1954 à Graz) est une sculptrice autrichienne.

## Biographie

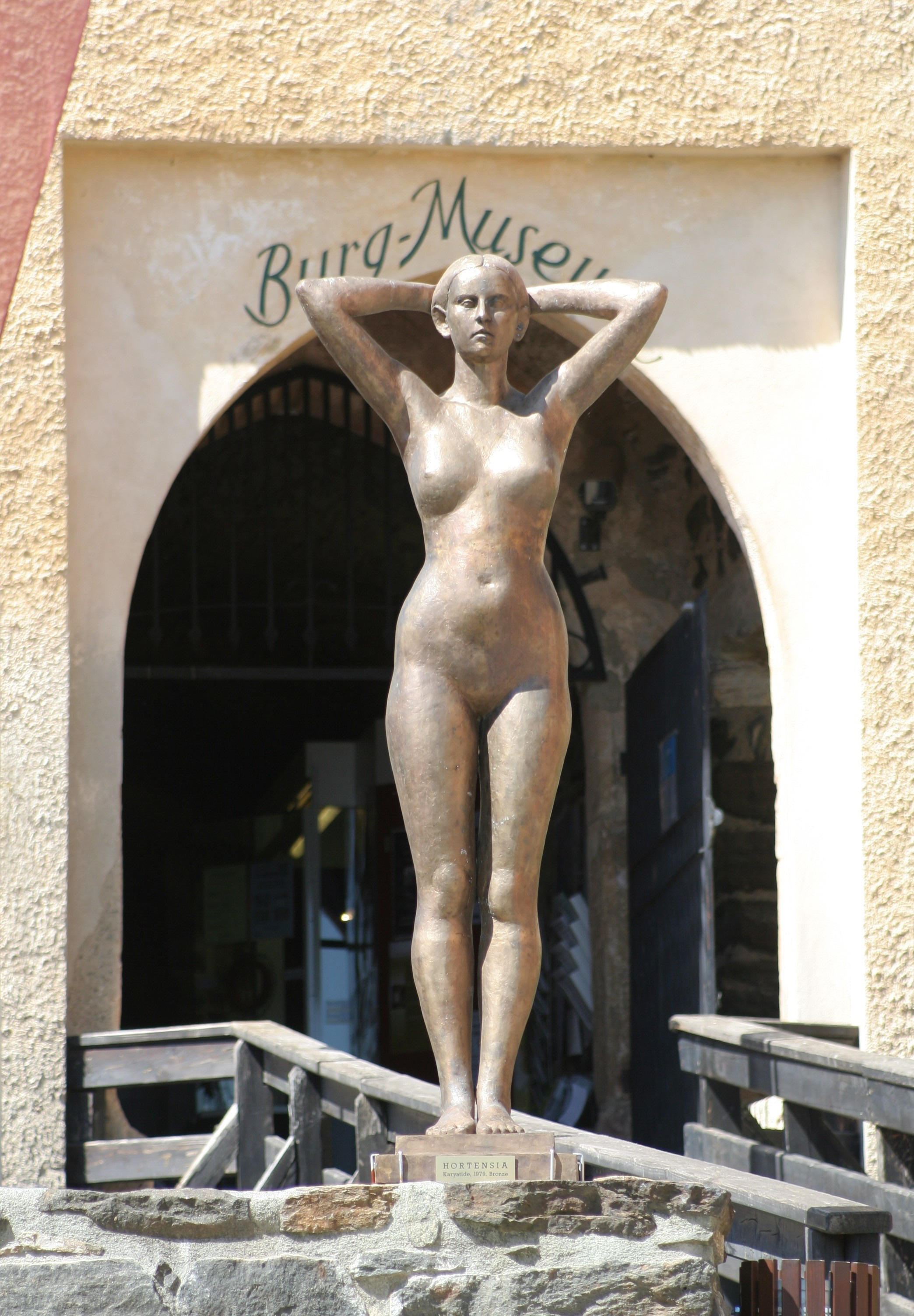
Caryatide, 1979.

De 1970 à 1972, Hortensia étudie la sculpture à l'École des Arts Appliqués de Graz auprès de Josef Pillhofer et de 1972 à 1975 à l'Académie des Beaux-Arts de Vienne auprès de Fritz Wotruba. Elle est sa dernière élève. Elle est artiste indépendante depuis 1975. Parallèlement au travail sculptural, l'artiste crée des cycles de dessins et d'aquarelles comme des images spatiales de paysages, de chaînes de montagnes et d'architecture lors de nombreux voyages en Europe et en Afrique (par exemple, cycle de paysage Espagne (1983-1985), Toscane et Ombrie (1987-1990) , Portugal (1997) , Dalmatie (1999–2002), Égypte (2000), Sicile (2002), Dolomites italiennes (2003–2018)). De 2003 à 2012, elle dirige une école de dessin paysagiste à Bad Gams.
Le 2 mai 2015, elle ouvre à Bad Gams la Skulpturenhaus Hortensia. Espace d'exposition permanente, elle abrite des sculptures de différentes périodes de création. L'atelier de l'artiste se situe dans la dépendance.
En 2019, le président fédéral Alexander Van der Bellen lui décerne la décoration d'honneur pour services à la République d'Autriche, qui est donnée le 26 novembre 2019 par le Landeshauptmann de Styrie Hermann Schützenhöfer.